# Batalla de Beledweyne
La batalla de Beledweyne fou el nom donat a dues batalles lliurades en aquesta ciutat, capital de la regió de Hiiraan durant la Guerra Civil somalí.

## Primera batalla de Beledweyne
La Primera batalla de Beledweyne es va lliurar el 24 i 25 de desembre del 2006. La unió de Corts Islàmiques de Somàlia (UCI) havia conquerit Beledweyne entre el 9 d'agost i el 16 d'agost sota el comandament de Yusuf Makaraan. El governador d'Hiiraaan Yusuf Ahmed Hagar o Yusuf Mohamud Hagar, àlies Daba-Ged, va fugir el dia 13 cap a Etiòpia oficialment per reagrupar forces; la resistència a la ciutat es va acabar el dia 16. El 24 de desembre l'aviació etíop va començar el bombardeig que va durar 24 hores. Quan els soldats etíops i forces del Govern Federal de Transició van avançar la resistència fou reduïda. El dia 25 els etíops controlaven la ciutat. El 26 el governador Yusuf Mohamud Hagar, àlies Daba-Ged, va anunciar que es mataria als terroristes, i es van produir sagnants represàlies durant tres dies contra els simpatitzants de l'UCI. El dia 31 va haver de cridar al final de les matances. Aquest fet segurament va decidir al Govern Federal de Transició d'Abdullahi Yusuf Ahmed, va nomenar el dia 1 de gener del 2007 un nou governador, que fou Hussein Mohamud Moalim; Saleyman Ahmed Hilawle fou designat sub governador.

## Segona batalla de Beledweyne
La segona batalla de Beledweyne es va lliurar a partir de l'1 de juliol del 2008. Durant el mes de juny el Moviment de la Joventut Mujahideen van entrar a nombroses ciutats al centre de Somàlia. El 23 de juny van ocupar Bardale i van completar el cercle sobre Baidoa tallant la carretera a Dolo; el 24 de juny van ocupar Bardera sense resistència, quan es va apreciar la milícia marehan entre les seves files. El 28 de juny del 2008 van entrar a Beledweyne sense lluita (la guarnició etíop s'havia retirat poc abans).
Les lluites van començar poc després (1 de juliol) a Guguriel on s'havien retirat els etíops en direcció a la frontera. Un comboi etíop fou emboscat. Es va lluitar també a Mataban on van morir 47 etiops (11 oficials inclosos) i 35 islamistes en la majors victòria dels islamistes contra Etiòpia. Les tropes etíops es van retirar en direcció al seu territori, cap a Ferfer. El 3 de juliol de 2008 els etíops van començar el contraatac des de Ferfer, amb tancs, i es va enfrontar a l'enemic a Elgal a les muntanyes al nord-oest de Beledweyne, utilitzant míssils. Els etíops van avançar més tard cap a Jandkundisho, suburbi de Beledweyn, i van continuar bombardejant els turons propers abans d'establir posicions defensives als afores de la ciutat
La batalla es va reprendre el 5 de juliol del 2008 quan les dues parts es van enfrontar a Bur-Gabo, un llogaret entre Ferfer i Beledweyne. Sheikh Abdirahim Isse va declarar als islamistes victoriosos i va dir que havien destruït quatre vehicles pesats i causat fortes pèrdues en homes als etíops. El dia 6 de juliol del 2008 les forces etíops es van concentrar a Jandkundisho, suposadament per atacar Beledweyne. Després es van aturar els moviments fins al 24 de juliol del 2008 quan els etíops van atacar la ciutat amb artilleria; els soldats van avançar i a la nit dominaven la meitat de la ciutat però els islamistes s'havien reagrupat per contraatacar. El dia 25 continuà la lluita i l'artilleria etíop els va deixar finalment la ciutat a les seves mans a la nit. L'endemà, 26, els islamistes van contraatacar i van capturar un pont estratègic a la part central de la ciutat. La lluita va continuar durant tres setmanes. El 16 d'agost del 2008 els etíops foren atacats i en els següents dies foren expulsats cap als defores de la ciutat.